# Durban
Durban (tiếng Zulu: eThekwini, có nguồn gốc từ từ itheku nghĩa là "vịnh/phá") là thành phố đông dân thứ ba Nam Phi sau Johannesburg và Cape Town, và là thành phố lớn nhất của tỉnh KwaZulu-Natal. Nằm ở bờ biển phía đông Nam Phi, Durban là cảng hoạt động tấp nập nhất cả nước. Đây cũng là một trong những trung tâm du lịch lớn nhờ khí hậu cận nhiệt đới ấm áp và các bãi biển trải dài của thành phố. Durban là một phần của Đô thị tự quản eThekwini, bao gồm các thị trấn lân cận và có dân số khoảng 3,44 triệu người, và là một trong những thành phố lớn nhất nằm bên bờ Ấn Độ Dương của lục địa Phi. Đây cũng là trung tâm sản xuất quan trọng thứ hai ở Nam Phi sau Johannesburg.

## Lịch sử
Các bằng chứng khảo cổ tại dãy núi Drakensberg cho thấy khu vực Durban đã có người sắt bắt hái lượm định cư từ khoảng năm 100.000 trước Công nguyên. Những người này sống tại khu vực KwaZulu-Natal ngày nay cho đến khi những người Bantu ở phía Bắc bắt đầu công cuộc mở rộng lãnh thổ.
Người ta không biết nhiều về lịch sử của những cư dân đầu tiên, vì không có tư liệu lịch sử của khu vực này cho đến khi nhà thám hiểm Bồ Đào Nha Vasco da Gama nhìn thấy họ lần đầu tiên. Vasco da Gama đi thuyền dọc bờ biển KwaZulu-Natal vào mùa Giáng Sinh năm 1497 trong chuyến hành trình tìm kiếm một tuyến đường từ châu Âu đến Ấn Độ. Ông đặt tên cho khu vực này là "Natal", nghĩa là Giáng sinh trong tiếng Bồ Đào Nha.

### Những người châu Âu đầu tiên
Năm 1822, Đại úy James King, thuyền trưởng của con tàu Salisbury, và Francis George Farewell, cả hai đều là cựu sĩ quan Hải quân Hoàng gia Anh bước ra từ chiến tranh Napoléon, tham gia vào việc giao thương giữa Cape và Vịnh Delagoa. Trong chuyến trở về Cape năm 1823, họ đã không may gặp phải cơn bão lớn và quyết định neo đậu trong Vịnh Natal. Mọi việc diễn ra tốt đẹp và họ tìm thấy nơi neo đậu an toàn khỏi cơn bão.
Đại úy King quyết định lập bản đồ vịnh và đặt tên cho "Quần đảo Salisbury và Farewell". Năm 1824, Farewell cùng với một công ty thương mại tên là J. R. Thompson & Co., đã quyết định mở quan hệ thương mại với Vua Shaka của Zulu và thành lập một trạm mậu dịch tại Vịnh. Henry Francis Fynn, một thương nhân khác tại Vịnh Delagoa, cũng tham gia vào quan hệ thương mại này.
Fynn rời Vịnh Delagoa và tới Vịnh Natal trên chiếc thuyền Julia, trong khi Farewell dành sáu tuần sau đó trên con tàu Antelope. Họ có tổng cộng 26 người có mong muốn định cư, nhưng chỉ có 18 người ở lại. Trong chuyến viếng thăm vua Shaka, Henry Francis Fynn kết bạn với nhà vua bằng cách giúp ông hồi phục vết thương bị đâm sau vụ ám sát bởi một trong những người anh em cùng cha khác mẹ của mình. Shaka tỏ lòng biết ơn bằng cách cấp cho Fynn một "dải đất quanh bờ biển dài 25 dặm và sâu vào trong đất liền một trăm dặm." Vào ngày 7 tháng 8 năm 1824 họ kết thúc đề nghị chuyển nhượng đất đai với vua Shaka, trong đó có vịnh Natal và phần đất mười dặm về phía nam của vịnh, hai mươi lăm dặm về phía bắc của vịnh và một trăm dặm trong đất liền.
Farewell nắm quyền sở hữu khhu đất này và cắm lá cờ Union Jack cùng với 4 phát súng đại bác và hai mươi phát súng hỏa mai chào mừng. Trong số 18 người định cư đầu tiên, chỉ 6 người ở lại và có thể coi họ là những người thành lập Port Natal như một thuộc địa của Anh.
Thành phố Durban hiện đại bắt đầu hình thành từ năm 1824 khi khu định cư được thiết lập ở bờ phía bắc của vịnh gần Quảng trường Farewell ngày nay.
Trong cuộc gặp gỡ của 35 cư dân người châu Âu trong lãnh thổ của Fynn vào ngày 23 tháng 6 năm 1835, người ta quyết định xây dựng một thị trấn thủ phủ và đặt tên là "D'Urban" theo tên của Sir Benjamin D'Urban, thống đốc đương nhiệm của Thuộc địa Cape thời điểm đó.

### Cộng hòa Natalia
Những người Voortrekkers (những người di cư từ Thuộc địa Cape sang phía đông Nam Phi vào thế kỷ 19) thành lập Cộng hòa Natalia vào năm 1839, với thủ đô là Pietermaritzburg.
Căng thẳng giữa những người Voortrekker và người Zulu buộc thống đốc của Thuộc địa Cape phải điều động một lực lượng dưới quyền Đại úy Charlton Smith nhằm thiết lập chính quyền thực dân Anh tại Natal, do người Anh lo sợ mất quyền kiểm soát ở Cảng Natal. Quân đội có mặt tại đây vào ngày 4 tháng 5 năm 1842 và xây dựng một công sự mà sau này gọi là Pháo đài cổ. Vào đêm 23 và 24 tháng 5 năm 1842, người Anh tấn công trại Voortrekker tại Congella. Cuộc tấn công thất bại, còn người Anh phải rút về trại của họ và bị bao vây tại đây. Một thương nhân địa phương tên là Dick King và người hầu của anh ta là Ndongeni thoát khỏi cuộc phong tỏa và cưỡi ngựa đến Grahamstown hết một quãng đường dài 600 km (370 mi) trong mười bốn ngày để gọi quân tiếp viện. Quân tiếp viện đến Durban 20 ngày sau đó; người Voortrekker rút lui, và cuộc bao vây chấm dứt.
Xung đột dữ dội với dân Zulu đã dẫn đến cuộc sơ tán tại Durban, và do áp lực quân sự nên cuối cùng người Afrikaner buộc phải chấp nhận sáp nhập vào Anh vào năm 1844.

## Chính trị
Với sự kết thúc của thời kỳ Apartheid, Durban chịu sự tái cấu trúc của chính quyền địa phương. Đô thị tự quản EThekwini được thành lập vào năm 1994 sau cuộc bầu cử đa chủng tộc đầu tiên của Nam Phi, với thị trưởng đầu tiên là Sipho Ngwenya. Thị trưởng được bầu với nhiệm kỳ 5 năm; tuy nhiên Sipho Ngwenya chỉ tại vị hai năm. Năm 1996, thành phố trở thành một phần của Durban UniCity như là một phần của các quá trình chuyển tiếp và trở thành Khu tự quản đô thị eThekwini vào năm 1999, khi Nam Phi áp dụng hệ thống quản lý các khu vực tự quản mới. Vào tháng 7 năm 1996, Obed Mlaba được bổ nhiệm làm thị trưởng Durban UniCity; năm 1999, ông được bầu làm thị trưởng eThekwini và được bầu lại vào năm 2006. Sau cuộc bầu cử địa phương tháng 5 năm 2011, James Nxumalo, cựu Chủ tịch Hội đồng Thành phố, được bầu làm thị trưởng mới. Vào ngày 23 tháng 8 năm 2016, Zandile Gumede được bầu làm thị trưởng mới cho đến ngày 13 tháng 8 năm 2019. Vào ngày 5 tháng 9 năm 2019 Mxolisi Kaunda tuyên thệ nhậm chức thị trưởng mới.

## Địa lý
Durban nằm trên bờ biển phía đông Nam Phi, nhìn ra Ấn Độ Dương. Thành phố nằm ở cửa sông Umgeni, con sông cũng là ranh giới phía bắc của Durban, trong khi các phần khác của dòng sông chảy qua chính thành phố. Durban có một bến cảng tự nhiên, Cảng Durban, đây là cảng nhộn nhịp nhất ở Nam Phi và là cảng bận rộn thứ tư ở Nam bán cầu.

### Khí hậu
Durban có khí hậu cận nhiệt đới ẩm (phân loại khí hậu Köppen Cfa), với mùa hè nóng và ẩm, mùa đông khô và ấm, không có tuyết và sương giá. Durban có lượng mưa hàng năm là 1.009 milimét (39,7 in). Nhiệt độ trung bình vào mùa hè dao động trong khoảng 24 °C (75 °F), trong khi vào mùa đông, nhiệt độ trung bình là 17 °C (63 °F).
| Dữ liệu khí hậu của Durban (1961−1990) | Dữ liệu khí hậu của Durban (1961−1990) | Dữ liệu khí hậu của Durban (1961−1990) | Dữ liệu khí hậu của Durban (1961−1990) | Dữ liệu khí hậu của Durban (1961−1990) | Dữ liệu khí hậu của Durban (1961−1990) | Dữ liệu khí hậu của Durban (1961−1990) | Dữ liệu khí hậu của Durban (1961−1990) | Dữ liệu khí hậu của Durban (1961−1990) | Dữ liệu khí hậu của Durban (1961−1990) | Dữ liệu khí hậu của Durban (1961−1990) | Dữ liệu khí hậu của Durban (1961−1990) | Dữ liệu khí hậu của Durban (1961−1990) | Dữ liệu khí hậu của Durban (1961−1990) |
| Tháng                                  | 1                                      | 2                                      | 3                                      | 4                                      | 5                                      | 6                                      | 7                                      | 8                                      | 9                                      | 10                                     | 11                                     | 12                                     | Năm                                    |
| -------------------------------------- | -------------------------------------- | -------------------------------------- | -------------------------------------- | -------------------------------------- | -------------------------------------- | -------------------------------------- | -------------------------------------- | -------------------------------------- | -------------------------------------- | -------------------------------------- | -------------------------------------- | -------------------------------------- | -------------------------------------- |
| Cao kỉ lục °C (°F)                     | 36.2 (97.2)                            | 33.9 (93.0)                            | 34.8 (94.6)                            | 36.0 (96.8)                            | 33.8 (92.8)                            | 35.7 (96.3)                            | 33.8 (92.8)                            | 35.9 (96.6)                            | 36.9 (98.4)                            | 40.0 (104.0)                           | 33.5 (92.3)                            | 35.9 (96.6)                            | 40.0 (104.0)                           |
| Trung bình ngày tối đa °C (°F)         | 27.8 (82.0)                            | 28.0 (82.4)                            | 27.7 (81.9)                            | 26.1 (79.0)                            | 24.5 (76.1)                            | 23.0 (73.4)                            | 22.6 (72.7)                            | 22.8 (73.0)                            | 23.3 (73.9)                            | 24.0 (75.2)                            | 25.2 (77.4)                            | 26.9 (80.4)                            | 25.2 (77.4)                            |
| Trung bình ngày °C (°F)                | 24.1 (75.4)                            | 24.3 (75.7)                            | 23.7 (74.7)                            | 21.6 (70.9)                            | 19.1 (66.4)                            | 16.6 (61.9)                            | 16.5 (61.7)                            | 17.7 (63.9)                            | 19.2 (66.6)                            | 20.1 (68.2)                            | 21.4 (70.5)                            | 23.1 (73.6)                            | 20.6 (69.1)                            |
| Tối thiểu trung bình ngày °C (°F)      | 21.1 (70.0)                            | 21.1 (70.0)                            | 20.3 (68.5)                            | 17.4 (63.3)                            | 13.8 (56.8)                            | 10.6 (51.1)                            | 10.5 (50.9)                            | 12.5 (54.5)                            | 15.3 (59.5)                            | 16.8 (62.2)                            | 18.3 (64.9)                            | 20.0 (68.0)                            | 16.5 (61.7)                            |
| Thấp kỉ lục °C (°F)                    | 14.0 (57.2)                            | 13.3 (55.9)                            | 11.6 (52.9)                            | 8.6 (47.5)                             | 4.9 (40.8)                             | 3.5 (38.3)                             | 2.6 (36.7)                             | 2.6 (36.7)                             | 4.5 (40.1)                             | 8.3 (46.9)                             | 10.3 (50.5)                            | 11.8 (53.2)                            | 2.6 (36.7)                             |
| Lượng mưa trung bình mm (inches)       | 134 (5.3)                              | 113 (4.4)                              | 120 (4.7)                              | 73 (2.9)                               | 59 (2.3)                               | 28 (1.1)                               | 39 (1.5)                               | 62 (2.4)                               | 73 (2.9)                               | 98 (3.9)                               | 108 (4.3)                              | 102 (4.0)                              | 1.009 (39.7)                           |
| Số ngày mưa trung bình (≥ 0.1 mm)      | 15.2                                   | 12.9                                   | 12.6                                   | 9.2                                    | 6.8                                    | 4.5                                    | 4.9                                    | 7.1                                    | 11.0                                   | 15.1                                   | 16.0                                   | 15.0                                   | 130.3                                  |
| Độ ẩm tương đối trung bình (%)         | 80                                     | 80                                     | 80                                     | 78                                     | 76                                     | 72                                     | 72                                     | 75                                     | 77                                     | 78                                     | 79                                     | 79                                     | 77                                     |
| Số giờ nắng trung bình tháng           | 184.0                                  | 178.8                                  | 201.6                                  | 206.4                                  | 223.6                                  | 224.9                                  | 230.4                                  | 217.0                                  | 173.3                                  | 169.4                                  | 166.1                                  | 189.9                                  | 2.365,4                                |
| Nguồn 1: Tổ chức Khí tượng Thế giới    |                                        |                                        |                                        |                                        |                                        |                                        |                                        |                                        |                                        |                                        |                                        |                                        |                                        |
| Nguồn 2: NOAA (độ ẩm, nắng)            |                                        |                                        |                                        |                                        |                                        |                                        |                                        |                                        |                                        |                                        |                                        |                                        |                                        |

## Nhân khẩu
| Afrikaans Tiếng Anh |  | Tiếng Xhosa Tiếng Zulu |

Phân bố địa lý của các ngôn ngữ chính ở eThekwini
Không có ngôn ngữ chiếm ưu thế

Durban là một thành phố đa dạng về sắc tộc, với sự phong phú về tín ngưỡng và truyền thống. Người Zulu tạo thành nhóm dân tộc lớn nhất. Thành phố có một số lượng lớn người gốc Anh và Ấn Độ. Ảnh hưởng của người Ấn ở Durban rất đáng kể khi họ mang đến nhiều loại ẩm thực, văn hóa và tôn giáo.
Trong những năm sau khi Apartheid kết thúc, thành phố bắt đầu bùng nổ dân số khi người châu Phi được phép di chuyển vào trong thành phố. Dân số tăng 2,34% từ năm 1996 đến năm 2001, dẫn đến các khu ổ chuột hình thành xung quanh thành phố. Từ 2001 đến 2011, tốc độ tăng dân số chậm lại xuống còn 1,08% mỗi năm và các khu ổ chuột đã trở nên ít phổ biến hơn khi chính phủ bắt đầu xây dựng nhà ở thu nhập thấp.
Dân số của thành phố Durban và các vùng ngoại ô trung tâm như Durban North, Durban South và Berea tăng 10,9% từ năm 2001 đến 2011 và từ 536.644 lên 595.061. Số người châu Phi da đen tăng lên trong khi số người trong tất cả các nhóm chủng tộc khác giảm. Người da đen tăng từ 34,9% lên 51,1%. Người Ấn Độ hoặc người Á giảm từ 27,3% xuống 24,0%. Người da trắng giảm từ 25,5% xuống 15,3%. Người da màu lai giảm từ 10,26% xuống 8,59%. Các chủng tộc khác có tỷ lệ 0,93%.
Nhân khẩu của thành phố cho thấy 68% dân số trong độ tuổi lao động và 38% dân số ở Durban dưới 19 tuổi.
Durban có số triệu phú đô la cao nhất tăng lên mỗi năm so với bất kỳ thành phố Nam Phi nào với số lượng tăng 200 phần trăm từ năm 2000 đến 2014.

## Tự nhiên
- Burman Bush
- Vườn thực vật Durban
- Rừng Hawaan[21]
- Khu dự trữ thiên nhiên New Germany[22]
- Khu dự trữ thiên nhiên Pigeon Valley[23]
- Công viên chim Sông Umgeni
- Khu dự trữ thiên nhiên Umhlanga Lagoon
- Khu dự trữ thiên nhiên Kenneth Stainbank
- Vườn thú Mitchell Park[24]

## Kinh tế

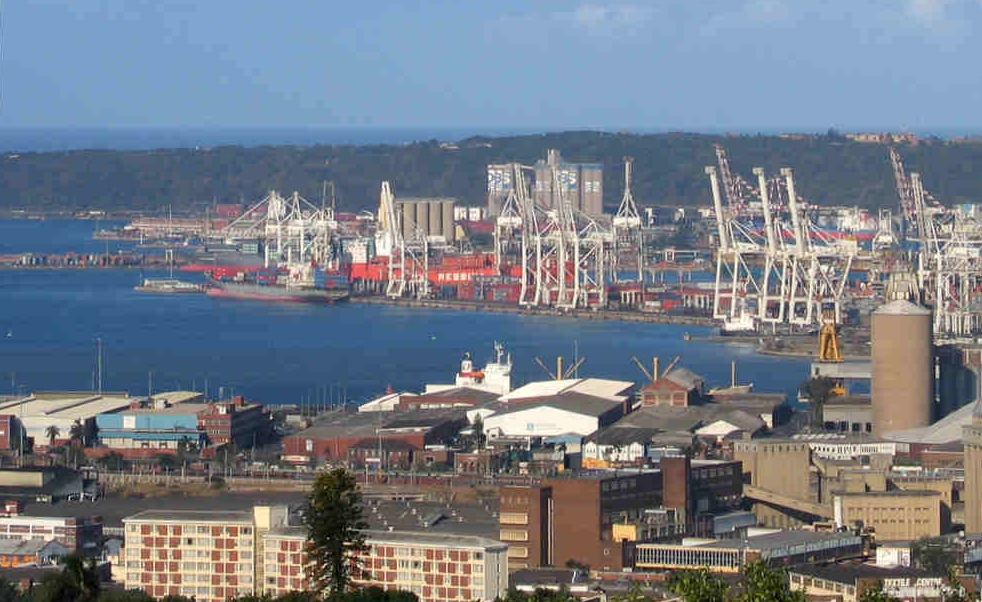
Bến cảng Durban

Khu vực Đại đô thị Durban có một nền kinh tế rộng lớn và hết sức đa dạng, bao gồm các ngành công nghiệp chế biến, du lịch, giao thông vận tải và tài chính. Vị trí ven biển với những bến cảng lớn đã tạo nhiều điều kiện thuận lợi cho sự phát triển kinh tế của Durban so với nhiều thành phố khác của Nam Phi, đặc biệt là trong lĩnh vực xuất khẩu hàng hóa. Durban là thành phố cảng lớn nhất của Nam Phi và đồng thời cũng là điểm trung chuyển côngtenơ lớn nhất Nam bán cầu. Khí hậu ôn hòa cùng với sự đa dạng của các cộng đồng văn hóa tại địa phương càng khiến cho Durban trở thành một địa điểm du lịch hấp dẫn tại Nam Phi. Một trong những địa điểm du lịch hấp dẫn nhất thành phố là khu Golden Mile.
Số lượng việc làm đã tăng lên trong vòng 20 năm qua. Tuy nhiên, việc cắt giảm việc làm trong quá trình tái cơ cấu doanh nghiệp khiến cơ hội có một việc làm tốt tại Durban trở nên cạnh tranh hơn. Mặc dù đã có thêm những việc làm mới trong lĩnh vực kinh doanh năng động song vẫn chưa thể cung cấp đủ việc làm cho người dân Durban. Khoảng 30% dân số thành phố đang trong tình trạng thất nghiệp, từ đó kéo theo nhiều hậu quả nghiệm trọng khác về mặt xã hội. Tình trạng tội phạm lan tràn đã đe dọa đến sự phát triển của du lịch cũng như nhiều ngành kinh tế khác.
Tỉ lệ tội phạm cao tại Durban cũng khiến cho quận thương mại trung tâm trải qua sự khủng hoảng kinh tế trầm trọng. Nhiều doanh nghiệp quyết định dời đi nơi khác vì lý do an ninh. Gần đây, chính quyền thành phố Durban đang nỗ lực xây dựng nhiều khu trung tâm kinh tế mới cũng như đảm bảo về mặt trị an để thu hút các công ty quay lại thành phố này. World Cup 2010 được tổ chức một phần tại Durban cũng là hy vọng cho sự hồi phục của nền kinh tế địa phương trong tương lai.

## Truyền thông

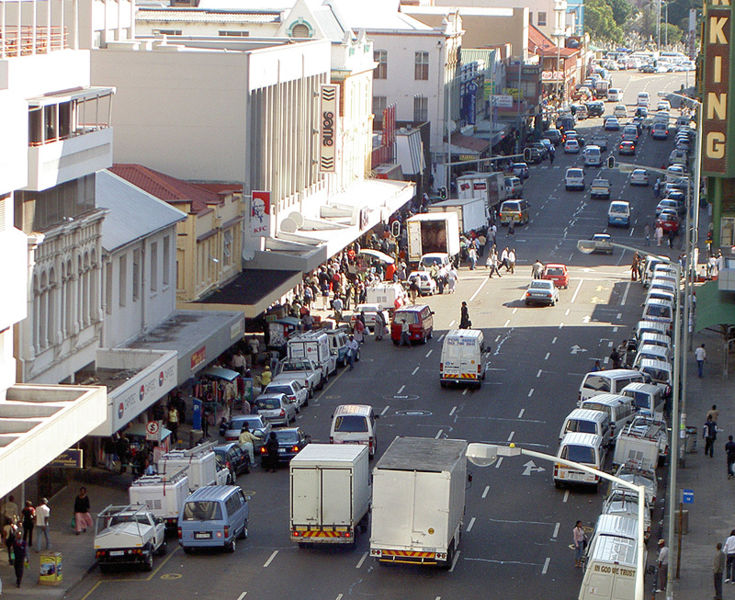
Một con phố tại Durban

Hai tờ báo tiếng Anh chủ yếu được xuất bản tại Durban là tờ The Mercury vào buổi sáng và tờ The Daily News vào buổi chiều đều là chi nhánh của công ty Independent Newspapers. Như hầu hết các tờ báo tại Nam Phi, doanh số của các tờ báo này đã giảm trong những năm gần đây. Các tờ báo xuất bản bằng tiếng Zulu gồm có tờ Isolezwe (thuộc Independent Newspapers), "UmAfrika" và Ilanga. Independent Newspapers cũng xuất bản ấn bản Post, một tờ báo hướng đến cộng đồng người gốc Ấn Độ. Từ "Sunday Tribune" cũng được Independent Newspapers xuất bản như ấn bản đặc biệt vào chủ nhật.
Tại Durban, rất nhiều các tờ tuần san ngoại ô được xuất bản bởi tập đoàn Caxton và có rất nhiều các tờ báo nhỏ của các khu vực dân cư, phần lớn trong số chúng không tồn tại lâu nhưng một số lại có doanh thu khá ổn định.
Một số tạp chí về phong cách sống cũng được xuất bản tại Durban với số lượng lớn, một số được tiêu thụ trên cả nước. Tạp chí MetroBeat được gửi hàng tháng đến 400.000 hộ gia đình có lượng độc giả lên tới 1,6 triệu người.
East Coast Radio, thuộc sở hữu của tập đoàn truyền thông khổng lồ Kagiso là đài phát thanh bằng tiếng Anh chủ yếu tại Durban. Tập đoàn truyền thông SABC cũng mở hai trụ sở tại đây với các đài phát thành phục vụ cộng đồng người da đen nói tiếng Zulu và người Ấn Độ.

## Thể thao

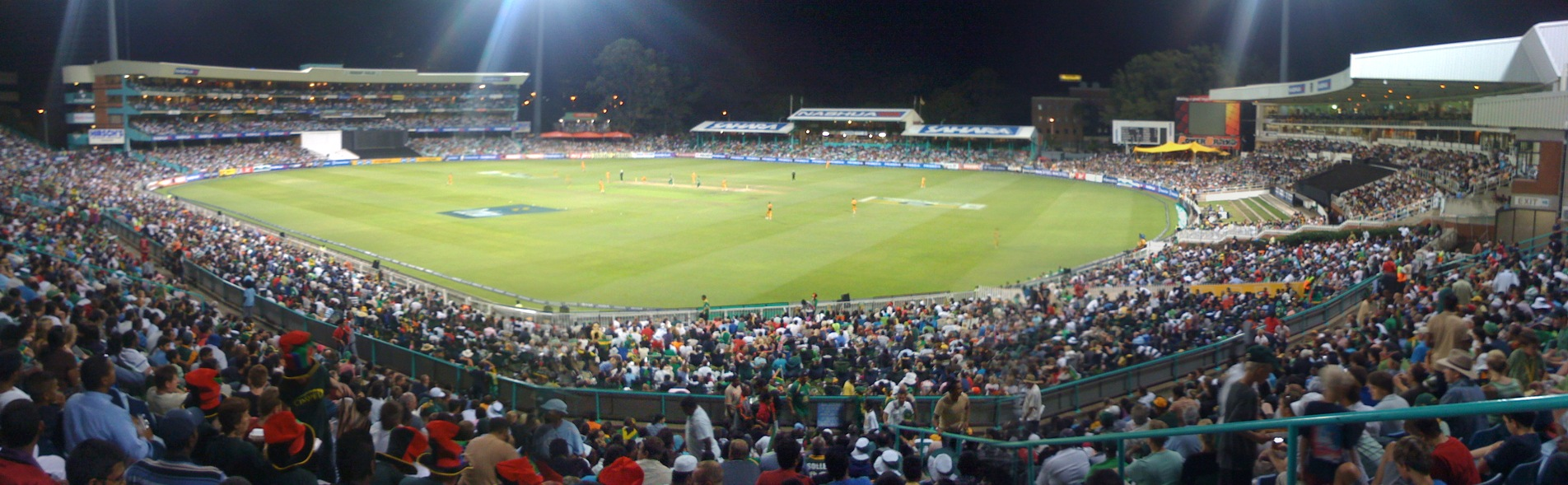
Sân cricket Kingsmead, Durban năm 2009

Sân vận động Moses Mabhida

Durban ban đầu đã thành công trong quá trình giành quyền tổ chức Đại hội Thể thao Khối Thịnh vượng chung 2022, nhưng phải rút lui vào tháng 3 năm 2017 khỏi vai trò của chủ nhà vì lý do hạn chế tài chính. Birmingham của Anh là chủ nhà thay thế.
Durban là thành phố trụ sở của đội rugby Cell C Sharks thi đấu tại Currie Cup ở trong nước cũng như tại giải Super Rugby ở đấu trường quốc tế. Sân nhà Kings Park của Sharks có sức 56.000 chỗ.
Thành phố là nơi có hai câu lạc bộ trong Premier Soccer League — AmaZulu và Golden Arrows. AmaZulu thi đấu sân nhà tại Sân vận động Moses Mabhida. Golden Arrows thi đấu tại Sân vận động King Zwelithini ở khu ngoại ô Umlazi, nhưng đôi khi chơi một số trận đấu của họ tại Sân vận động Moses Mabhida hoặc Sân vận động Chatsworth. Đây cũng là trụ sở của một số đội bóng đang thi đấu tại NFD như Royal Eagles FC và Royal Kings.
Durban có đội cricket KwaZulu-Natal, đội thi đấu với tên Dolphins khi thi đấu tại giải Sunfoil Series. Cricket ở Durban diễn ra tại Sân cricket Kingsmead.
Durban tổ chức hai trận đấu tại Giải vô địch cricket thế giới 2003. Vào năm 2007 thành phố tổ chức chín trận đấu, trong đó có một trận bán kết, của giải ICC World Twenty20 đầu tiên. Mùa giải Indian Premier League 2009 được tổ chức ở Nam Phi và Durban được chọn làm địa điểm tổ chức. Năm 2010 chứng kiến thành phố đăng cai sáu trận đấu, bao gồm một trận bán kết, tại Champions League Twenty20 2010.
Durban là một trong những thành phố chủ nhà của Giải vô địch bóng đá thế giới 2010. A1GP từng tổ chức một cuộc đua tại Đường đua Durban từ năm 2006 tới 2008. Durban tổ chức Phiên họp IOC thứ 123 vào tháng 7 năm 2011.
Thành phố có Trường đua Greyville, một địa điểm đua ngựa thuần chủng và hàng tổ năm tổ chức nhiều cuộc đua ngựa hàng đầu tại Nam Phi, nổi bật trong số đó là July Handicap và Greyville Gold Cup. Trường đua Clairwood ở phía nam thành phố là một địa điểm đua ngựa nổi tiếng trong nhiều năm, tuy nhiên đã bị cơ quan đua ngựa KwaZulu-Natal bán vào năm 2012.
Durban tổ chức nhiều sự kiện thể thao sức bền như Comrades Marathon, Dusi Canoe Marathon và Ironman 70.3.

## Giao thông vận tải

### Hàng không

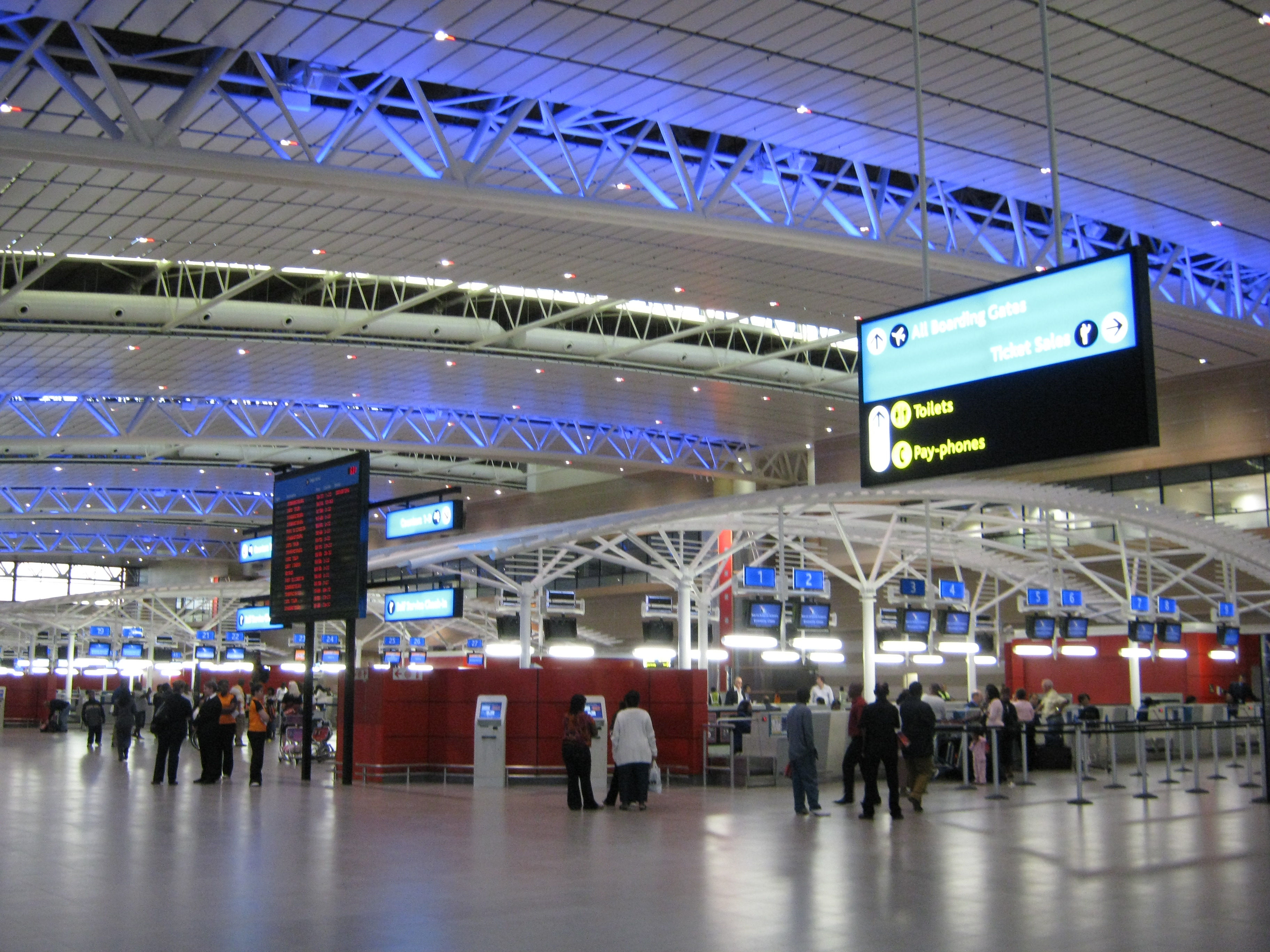
Sân bay quốc tế King Shaka

Sân bay quốc tế King Shaka phục vụ cả các chuyến bay nội địa và quốc tế, với lịch trình đến Sân bay Heathrow, Dubai, Istanbul, Doha, Mauritius, Lusaka, Windhoek và Gaborone, cũng như tám điểm đến trong nước. Vị trí của sân bay thuộc Tam giác Vàng giữa Johannesburg và Cape Town, rất quan trọng để đi lại và giao thương giữa ba thành phố lớn của Nam Phi. Sân bay mở cửa vào tháng 5 năm 2010. Sân bay quốc tế King Shaka tiếp đón 5,99 triệu hành khách trong giai đoạn 2018-2019, tăng 6,6% so với 2017-2018. Sân bay quốc tế King Shaka được xây dựng tại La Mercy, cách trung tâm Durban khoảng 36 kilômét (22 mi) về phía bắc. Tất cả các hoạt động tại Sân bay quốc tế Durban đã được chuyển sang Sân bay quốc tế King Shaka kể từ ngày 1 tháng 5 năm 2010, dự kiến cho các chuyến bay đến Singapore, Mumbai, Kigali, Luanda, Lilongwe và Nairobi.

### Biển

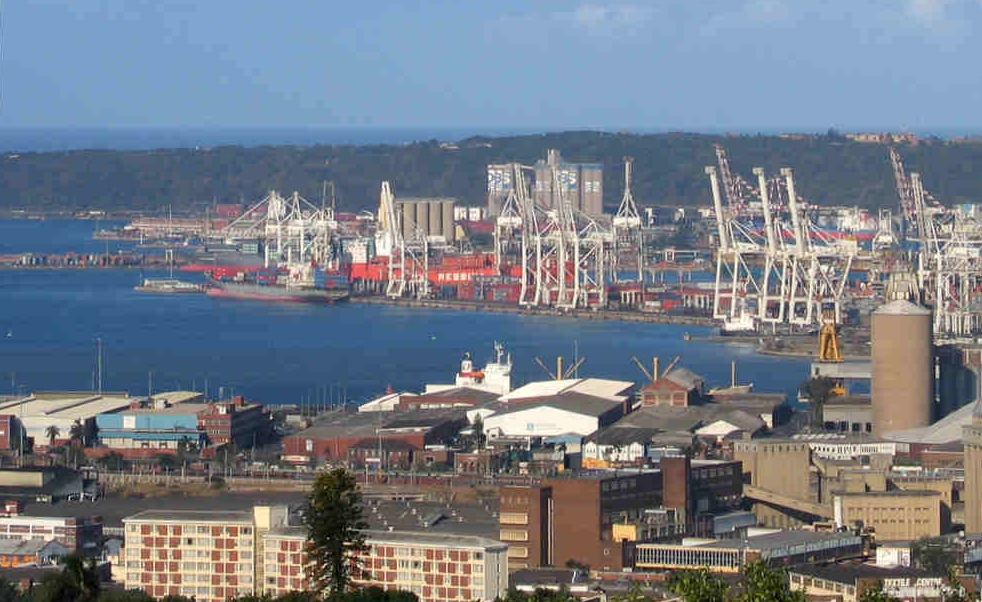
Bến cảng Durban

Durban là một thành phố cảng có truyền thống lâu đời. Cảng Durban, trước đây gọi là Cảng Natal, là một trong số ít bến cảng tự nhiên nằm giữa Port Elizabeth và Maputo. Cảng nằm ở điểm bắt đầu của một hiện tượng thời tiết đặc biệt có thể làm biển động dữ dội. Hai đặc điểm này đã khiến Durban trở thành một cảng để sửa chữa tàu từ những năm 1840 khi cảng mới thành lập. Durban hiện là cảng bận rộn nhất ở Nam Phi, cũng như là cảng container bận rộn thứ ba tại Nam Bán cầu.
Durban là bến đậu du thuyền phổ biến nhất ở miền Nam châu Phi. Các điểm đến trong hành trình từ Durban của tàu MSC Musica bao gồm Mozambique, Mauritius, Réunion, Madagascar cũng như các điểm đến trong nước khác như Port Elizabeth và Cape Town. Nhiều tàu thuyền khác cũng ghé qua Durban mỗi năm, trong đó có một số tàu lớn nhất thế giới, chẳng hạn như RMS Queen Mary 2, tàu biển chở khách lớn nhất thế giới. Durban sẽ xây dựng một bến đậu du thuyền mới trị giá 200 triệu rand, dự kiến hoạt động vào tháng 10 năm 2019, Durban Cruise Terminal. Chủ thầu là KwaZulu Cruise Terminal (Pty) Ltd, công ty có 70% sở hữu của MSC Cruises SA và 30% của Africa Armada Consortium. Bến đỗ mới sẽ có thể chứa hai tàu du lịch bất cứ lúc nào.
Căn cứ hải quân Durban trên đảo Salisbury (ngày nay được nối với đất liền và là một phần của Cảng Durban), là căn cứ hải quân của Anh Quốc trong Chiến tranh thế giới thứ hai. Vào năm 2012, chính phủ quyết định cải tạo và mở rộng các cơ sở vật chất cho căn cứ hải quân Durban để trở thành căn cứ của đội tàu tuần tra Hải quân Nam Phi. Quá trình hoàn tất vào năm 2015.

### Đường sắt
Durban giới thiệu tuyến đường sắt cho tàu hơi nước đầu tiên ở Nam Phi khi Công ty Đường sắt Natal bắt đầu vận hành một tuyến giữa Point và thành phố Durban vào năm 1860.
Shosholoza Meyl, dịch vụ đường sắt chở khách của Spoornet, khai thác hai dịch vụ đường sắt chở khách đường dài từ Durban: một dịch vụ hàng ngày tới và đi từ Johannesburg qua Pietermaritzburg và Newcastle, cùng một dịch vụ hàng tuần tới và đi từ Cape Town qua Kimberley và Bloemfontein. Các chuyến tàu này dừng tại Ga đường sắt Durban.
Metrorail vận hành một dịch vụ commuter rail ở Durban và khu vực lân cận. Mạng lưới Metrorail chạy từ Ga Durban tới tận Stanger ở bờ biển phía bắc, Kelso ở bờ biển phía nam và Cato Ridge ở sâu trong nội địa.
Người ta đã đề xuất ý tưởng về một đường sắt cao tốc giữa Johannesburg và Durban.

### Đường bộ

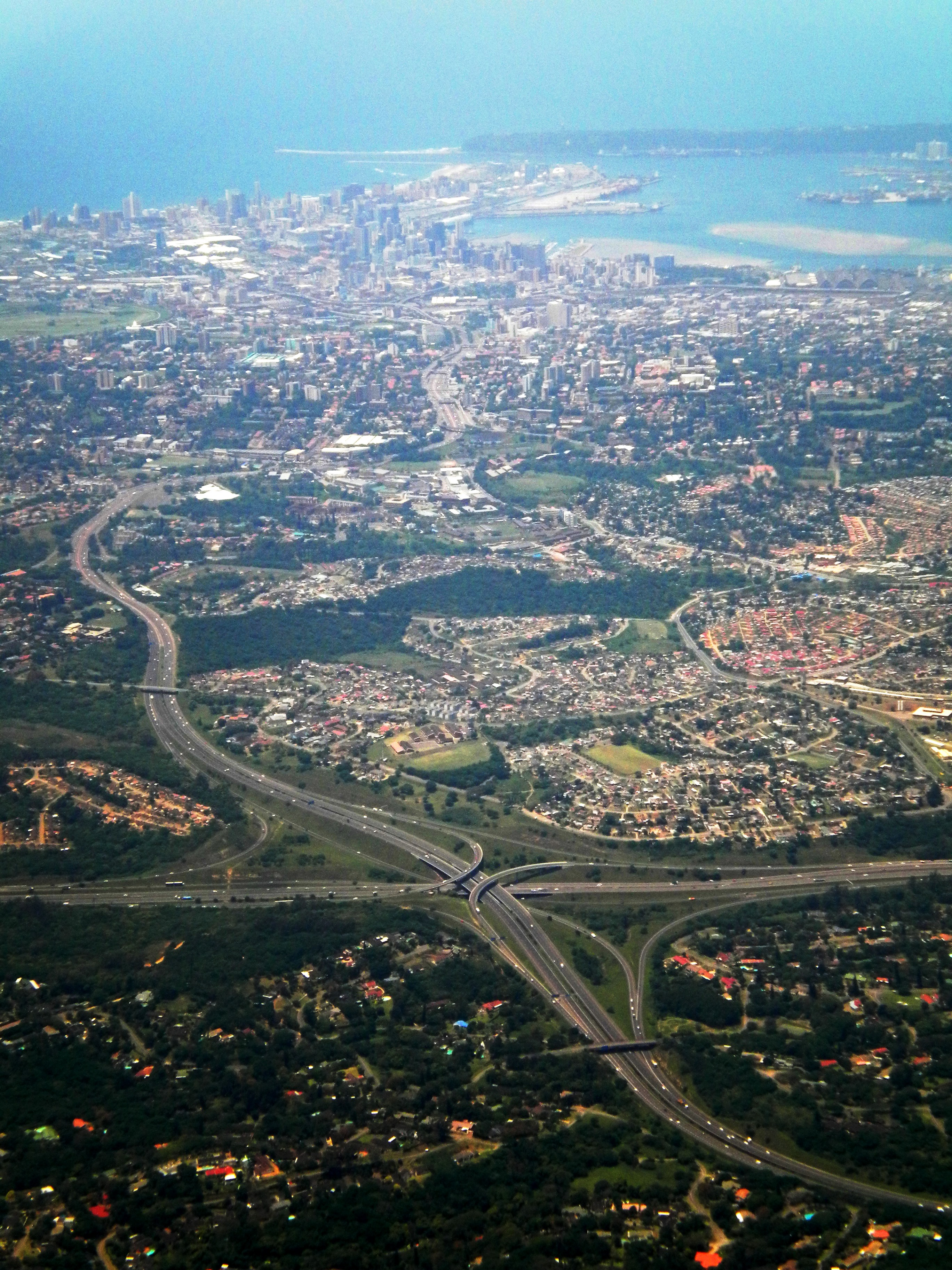
Đường cao tốc N3 trên đường đến CBD của Durban, với nút giao N2–N3 in the foreground ở phía trước

Do Durban là cửa ngõ để đi vào phía nam lục địa châu Phi nên đã dẫn tới sự phát triển của các tuyến đường quốc lộ xung quanh thành phố. Đường cao tốc phía Tây N3, nối Durban với vùng kinh tế Gauteng, đi về phía tây của thành phố. Đường vành đai ngoài N2 nối Durban với Đông Cape ở phía nam và Mpumalanga ở phía bắc. Đường cao tốc phía Tây đặc biệt quan trọng vì hàng hóa được vận chuyển bằng xe tải đến và đi từ Witwatersrand để chuyển đến cảng.
Đường cao tốc phía tây N3 bắt đầu ở khu trung tâm thương mại và đi về phía tây, dưới Cầu Tollgate và xuyên qua các vùng ngoại ô Sherwood và Mayville. Nút giao EB Cloete (có biệt danh chính thức là Nút giao Spaghetti) nằm ở phía đông của Westville, cho phép chuyển tuyến giữa N2 Đường vành đai ngoài và Xa lộ Tây.
Đường vành đai ngoài N2 cắt qua thành phố từ bờ biển phía bắc tới bờ biển phía nam. Con đường này cung cấp kết nối hết sức quan trọng đến các thị trấn ven biển (như Scottburgh và Stanger) phụ thuộc vào Durban.
Durban cũng có một hệ thống các tuyến đường cao tốc và xa lộ hai chiều có dải phân cách, kết nối các vùng ngoại ô nằm ở phía bắc, phía tây và phía nam của thành phố. M4 gồm hai phân đoạn. Đoạn phía bắc, được đặt tên là Ruth First Highway, ở đoạn đầu là một đường cao tốc thay thế tại Ballito nơi nó tách ra khỏi N2. Đoạn này đi qua vùng ngoại ô phía bắc Umhlanga và La Lucia nơi nó trở thành xa lộ hai chiều và kết thúc ở rìa phía bắc của CBD. Đoạn phía nam của M4, Albert Lutuli Highway, bắt đầu từ rìa phía nam của CBD, kết nối với Sân bay quốc tế Durban cũ, từ đó kết nối lại với Đường vành đai ngoài N2.

### Xe buýt
Một số công ty vận hành các dịch vụ xe buýt đường dài từ Durban đến các thành phố khác ở Nam Phi. Xe buýt có một lịch sử lâu dài ở Durban. Hầu hết xe buýt được điều hành bởi các chủ sở hữu người Ấn Độ từ đầu những năm 1930. Xe buýt tư nhân không được chính phủ trợ cấp cũng vẫn phục vụ cộng đồng. Xe buýt hoạt động trong tất cả các khu vực của đô thị eThekwini.
Durban trước đây được phục vụ bởi hệ thống xe buýt điện Durban, lần đầu tiên đưa vào hoạt động năm 1935.

### Taxi
Durban có hai loại taxi: taxi thường và taxi minibus. Không giống như ở nhiều thành phố khác, taxi không được phép lái xe quanh thành phố để chèo kéo khách hàng và thay vào đó phải được đặt xe qua điện thoại đến một địa điểm cụ thể. Một số công ty phục vụ khu vực Durban và các vùng lân cận. Những chiếc taxi này cũng có thể được gọi để hỗ trợ khách đi từ sân bay hay tại bến.
Taxi minibus là phương thức vận tải tiêu chuẩn cho phần lớn người dân không có khả năng mua xe ô tô cá nhân. Do nhu cầu đi lại lớn của tầng lớp lao động Nam Phi, taxi minibus thường chở quá số hành khách cho phép nên dễ xảy ra tai nạn. Minibus thường được sở hữu và vận hành trong các nhóm, và bạo lực giữa các nhà khai thác taxi đôi khi bùng phát dữ dội, đặc biệt là trên các tuyến taxi béo bở.
Các ứng dụng chia sẻ xe như Uber và Taxify đã được triển khai tại Durban và được nhiều người lao động ủng hộ.

## Cơ sở giáo dục

### Trường tư thục
- Star College, Westville
- Al Falaah College
- Clifton School
- Crawford College, La Lucia
- Crawford College, North Coast
- Durban Girls' College
- Eden College Durban
- Highbury Preparatory School
- Hillcrest Christian Academy
- Holy Family College
- St. Francis College, Marianhill
- Kearsney College
- Maris Stella School
- Orient Islamic School
- Roseway Waldorf School
- St. Henry's Marist Brothers' College
- St. Mary's Diocesan School for Girls, Kloof
- Thomas More College

### Trường công lập
- Bechet High School
- Brettonwood High School
- Crossmoor Secondary Schoo;l
- Durban Academy High School
- Durban Girls' High School (DGHS)
- Durban High School (DHS)
- Durban North College
- Enaleni High School (EHS)
- George Campbell School of Technology
- Glenwood High School
- Hillcrest High School
- Hunt Road Secondary School
- Isipingo Secondary School[42]
- Kingsway High School
- Kharwastan Secondary
- Kloof High School
- Kloof Junior Primary School
- Kloof Pre-Primary School
- Kloof Senior Primary School
- Marklands Secondary School
- Montarena Secondary School
- Northlands Girls' High School
- Northwood School
- Ogwini Comprehensive High School
- Pinetown Boys' High School
- Pinetown Girls' High School
- Port Natal High School
- Queensburgh Girls' High School
- Savannah Park Secondary School
- Simla Primary School
- Virginia Preparatory School[43]
- Westville Boys' High School
- Westville Girls' High School
- Wingen Heights Secondary
- Woodhurst Secondary

### Đại học

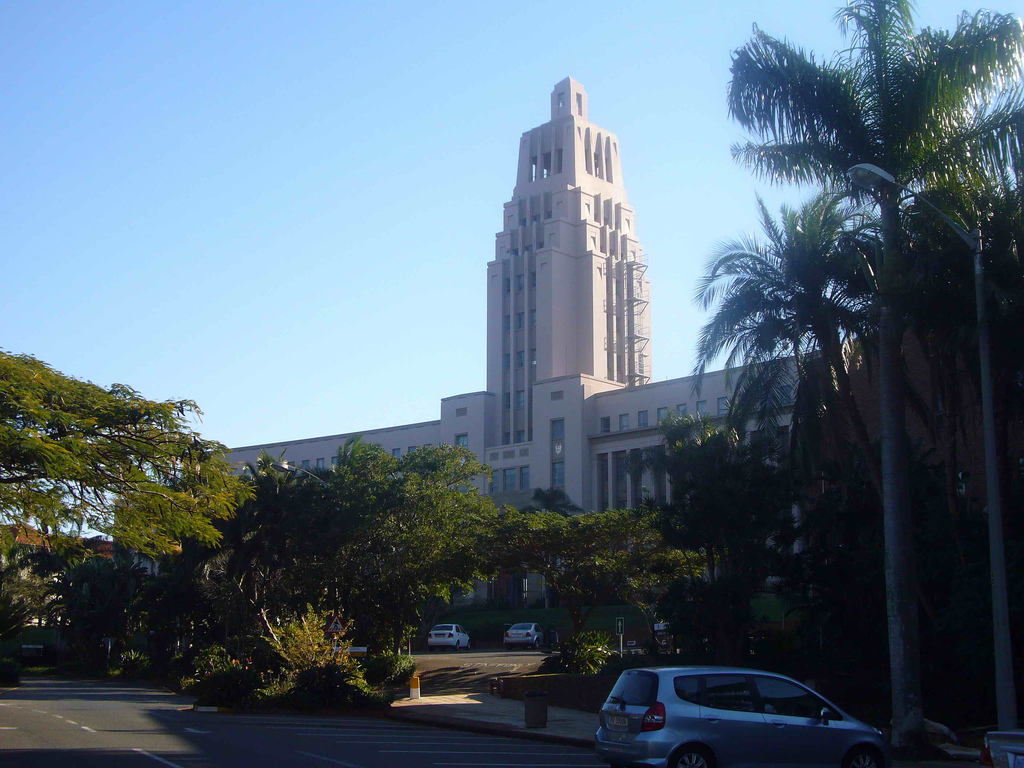
Memorial Tower Building, Howard College Campus, Đại học KwaZulu-Natal

- Đại học Công nghệ Durban
- Đại học Công nghệ Mangosuthu
- Regent Business School
- Đại học KwaZulu-Natal
- Đại học Nam Phi
- Varsity College
- Mancosa
- Oval International

## Thành phố kết nghĩa
Durban là thành phố kết nghĩa với:
- Alexandria, Ai Cập
- Antwerpen, Vlaanderen, Bỉ
- Bremen, Đức[45]
- Bulawayo, Zimbabwe
- Chicago, Illinois, Hoa Kỳ
- Gwangju, Hàn Quốc
- Eilat, Israel[46][47]
- Quảng Châu, Trung Quốc[48]
- Le Port, Réunion[49][50]
- Cao Hùng, Đài Loan
- Leeds, Anh Quốc
- Maracaibo, Venezuela
- Maputo, Mozambique
- Nantes, Pháp
- New Orleans, Louisiana, Hoa Kỳ
- Oran, Algérie
- Rotterdam, Hà Lan